# Ельнинский уезд
Ельнинский уезд — административная единица в составе Смоленского наместничества и Смоленской губернии, существовавшая в 1775—1796 и 1802—1928 годах. Центр — город Ельня.

## История
Ельнинский уезд в составе Смоленского наместничества был образован в 1775 году в ходе административной реформы Екатерины II. В 1796 году уезд был упразднён, однако уже в 1802 году он был восстановлен в составе Смоленской губернии.
25 марта 1918 года уезд был провозглашен частью Белорусской народной республики, а 1 января 1919 года в соответствии с манифестом І съезда КП(б) Белоруссии уезд вошёл в состав Социалистической Советской Республики Белоруссия.
В 1928 году уезд был упразднён, его территория вошла в состав Всходского, Глинковского, Екимовичского, Ельнинского, частично Починковского и Спас-Деменского районов Западной области.

## Население

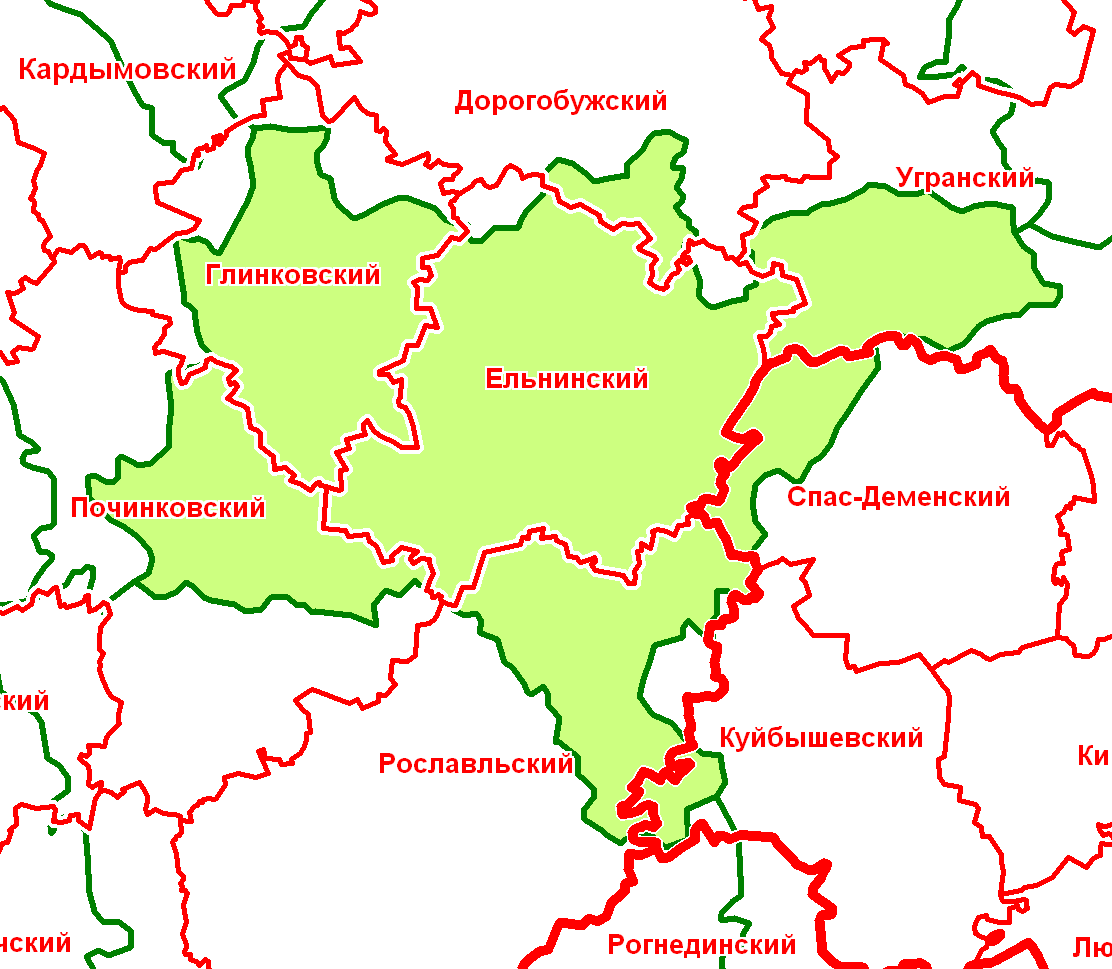
Ельнинский уезд в современной сетке районов

По данным переписи 1897 года в уезде проживало 137,9 тыс. чел. В том числе русские — 96,7 %; белорусы — 2,7 %. В городе Ельне проживало 2441 чел.

## Административное деление
В 1890 году в состав уезда входило 20 волостей
| № п/п | Волость             | Волостное правление | Число селений | Население |
| ----- | ------------------- | ------------------- | ------------- | --------- |
| 1     | Арнишицкая          | с. Арнишицы         | 15            | 3043      |
| 2     | Богородицкая        | с. Богородицкое     | 67            | 6167      |
| 3     | Болтутинская        | с. Болтутино        | 61            | 7142      |
| 4     | Волково-Егорьевская | с. Озеренск         | 46            | 6319      |
| 5     | Всходская           | с. Всходы           | 25            | 3868      |
| 6     | Гнездиловская       | с. Гнездилово       | 16            | 3217      |
| 7     | Даниловичская       | с. Даниловичи       | 60            | 8112      |
| 8     | Докудовская         | с. Докудово         | 83            | 7509      |
| 9     | Дубосищенская       | с. Дубосище         | 45            | 4447      |
| 10    | Заболотская         | с. Заболотье        | 46            | 5732      |
| 11    | Замошьенская        | с. Замошье          | 12            | 3111      |
| 12    | Ивонинская          | с. Ивонино          | 46            | 6946      |
| 13    | Коноплинская        | д. Коноплинка       | 59            | 7897      |
| 14    | Мархоткинская       | с. Мархоткино       | 58            | 9413      |
| 15    | Осельская           | с. Оселье           | 25            | 4058      |
| 16    | Павлиновская        | с. Павлиново        | 20            | 5090      |
| 17    | Стригинская         | с. Стригино         | 36            | 7688      |
| 18    | Сычевская           | с. Сычево           | 30            | 5732      |
| 19    | Уваровская          | с. Уварово          | 32            | 5140      |
| 20    | Хмарская            | с. Хмара            | 41            | 6708      |

В 1913 году в уезде было 17 волостей: упразднены Всходская, Замошьенская, Павлиновская волости.
К 1926 году волостей стало 8: Балтутинская, Ельнинско-Пригородная, Заболотовская (центр — д. Зуи), Ивонинская (центр — бывшее имение Яковлевичи), Мархоткинская, Павлиновская, Хмарская, Шмаковская.

## Уроженцы
- Анисимов, Иван Иванович
- Михаил Глинка
- Исаковский, Михаил Васильевич